# Walthersdorf
Walthersdorf ist ein Ortsteil der Gemeinde Crottendorf im sächsischen Erzgebirgskreis im Erzgebirge.

## Geografische Lage

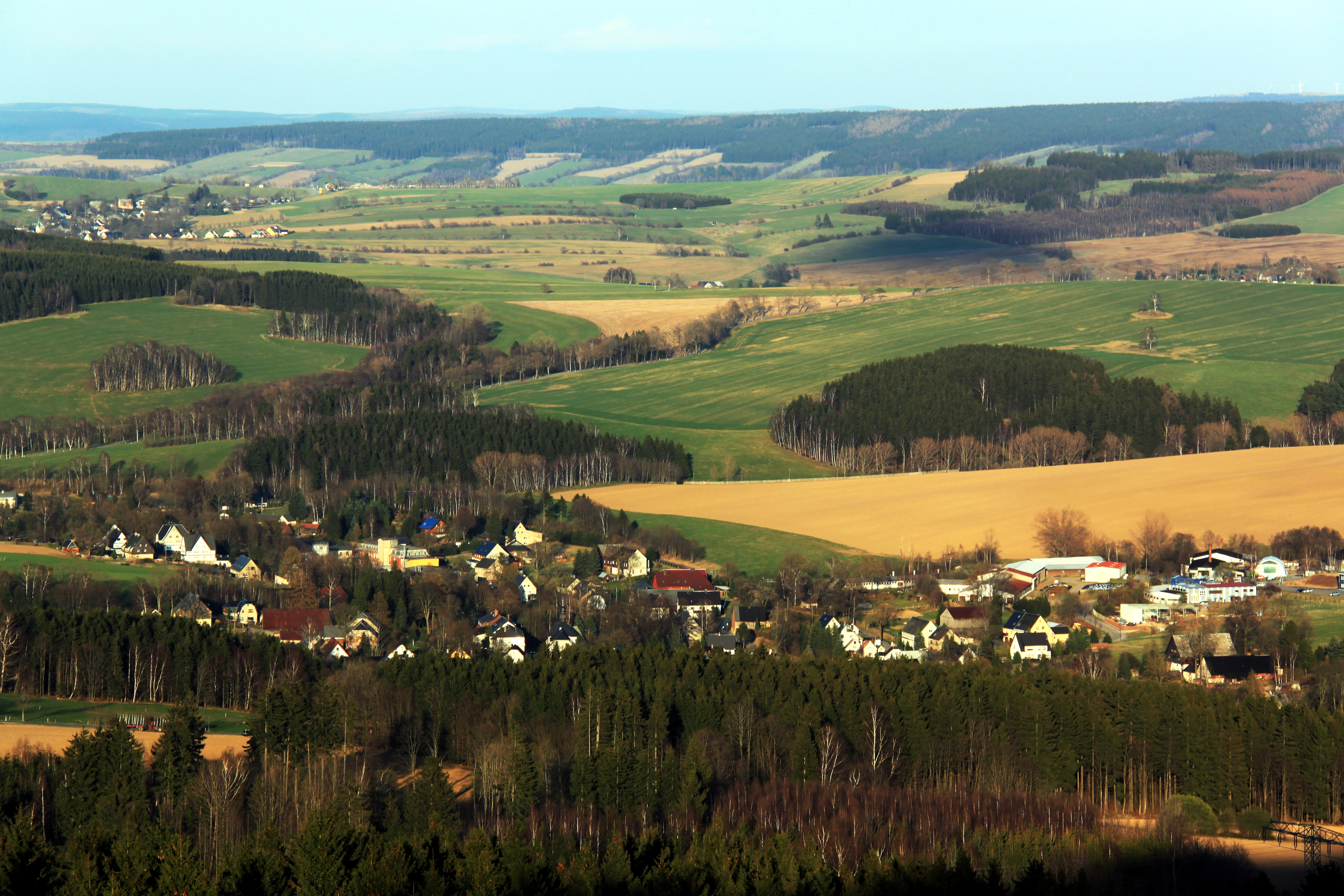
Blick über Walthersdorf vom Scheibenberg aus gesehen

Das Waldhufendorf Walthersdorf liegt im westlichen Erzgebirge in einer breiten Talaue der Zschopau östlich vom Scheibenberg und südlich von Schlettau.

### Nachbarorte
|              | Schlettau                                   | Cunersdorf |
| Scheibenberg | Kompassrose, die auf Nachbargemeinden zeigt | Sehma      |
|              | Crottendorf                                 | Cranzahl   |

## Geschichte

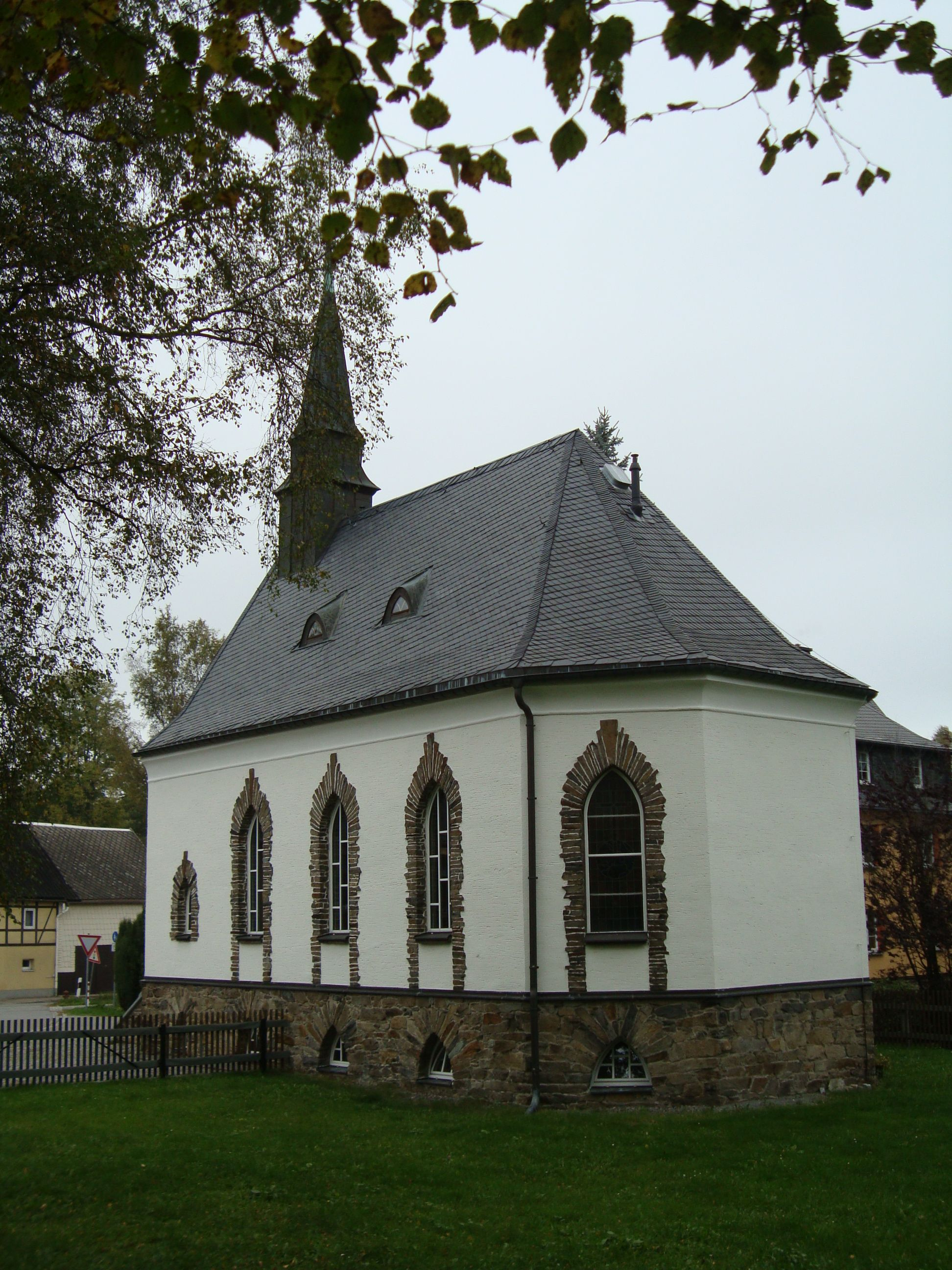
Evangelisch-methodistische Zionskirche

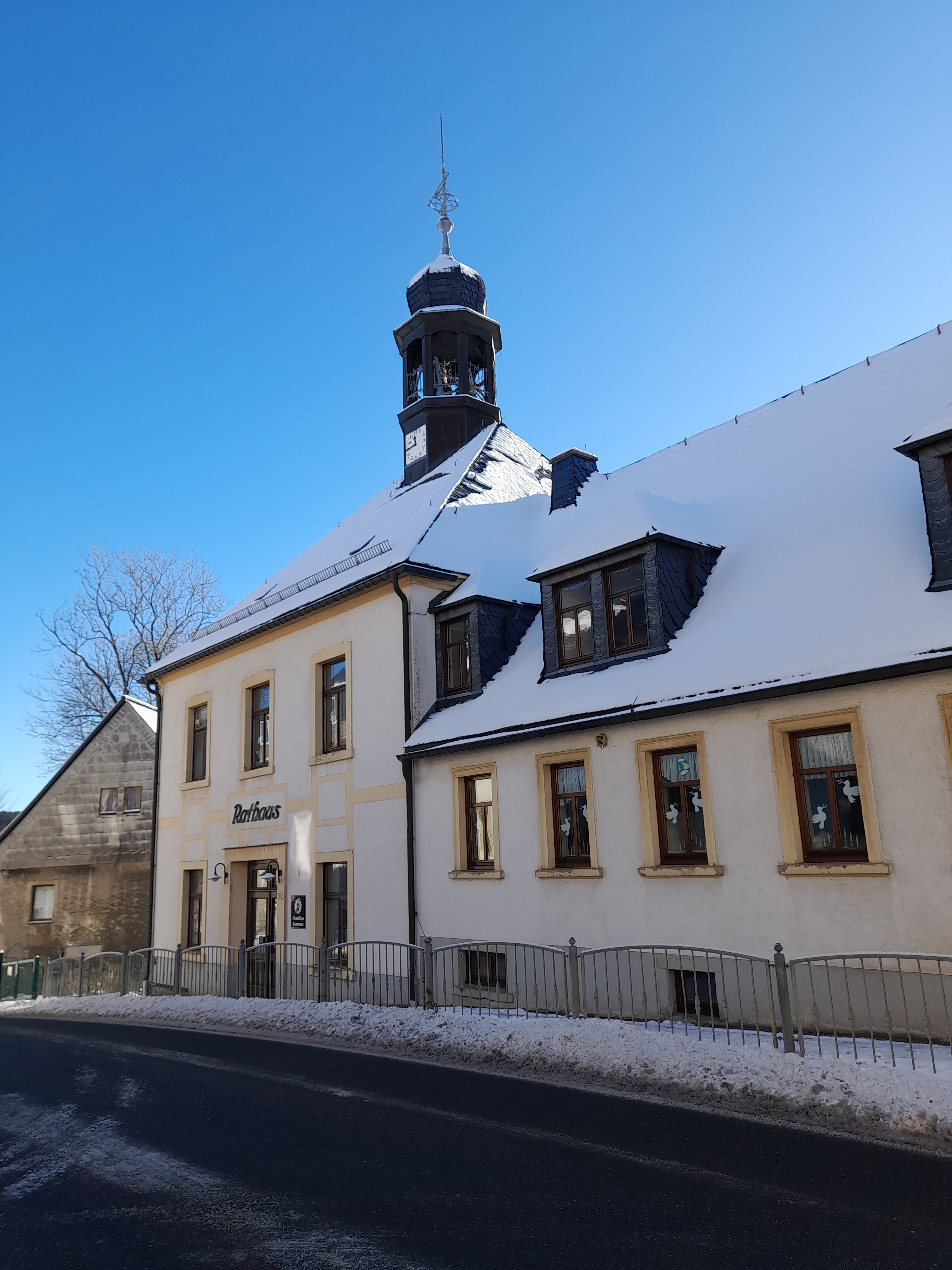
Rathaus Walthersdorf

Die Gründung des Ortes und die Herkunft der Siedler ist quellenmäßig nicht belegt. Nach heutigen Erkenntnissen dürften es im Zeitraum von etwa 1180 bis 1250 fränkisch-thüringische Siedler gewesen sein. Erstmals wurde der Ort Waltersdorff am 2. Juni 1367 in einer Urkunde Kaiser Karl IV. erwähnt, in der dieser als König von Böhmen den Untertanen des Besitzers der Pflege Schlettau mit den zugehörigen fünf Dörfern Sehma, Cranzahl, Cunersdorf, Walthersdorf und Königswalde (Amtsseite) die Ausfuhr von Vieh und Getreide aus Böhmen gestattete und ihnen die gleichen Rechte und Freiheiten wie die Böhmen zusicherte.
Im Zuge der Gebietsreform erfolgte am 1. Januar 1999 die Eingemeindung nach Crottendorf.

### Entwicklung der Einwohnerzahl
| Jahr    | Einwohnerzahl                           |
| ------- | --------------------------------------- |
| 1548/51 | 24 besessene Mann, 20 Inwohner, 6 Hufen |
| 1764    | 24 besessene Mann, 6 Häusler, 6 Hufen   |
| 1834    | 288                                     |
| 1871    | 455                                     |

| Jahr | Einwohnerzahl |
| ---- | ------------- |
| 1890 | 630           |
| 1910 | 837           |
| 1925 | 911           |
| 1939 | 974           |

| Jahr | Einwohnerzahl |
| ---- | ------------- |
| 1946 | 984           |
| 1950 | 1210          |
| 1964 | 995           |
| 1990 | 803           |

## Wirtschaft und Infrastruktur
Bis zum 30. Dezember 1996 war Crottendorf Endpunkt einer Stichstrecke, welche im Bahnhof Walthersdorf von der Strecke Annaberg-Buchholz–Schwarzenberg abzweigte. Sie wurde hauptsächlich von Zügen der Relation (Scheibenberg–)Schlettau–Crottendorf befahren. An dieser besaß Walthersdorf zusätzlich einen Haltepunkt, dessen historisches Wartehaus heute im Eisenbahnmuseum Schwarzenberg zu finden ist.
Der Bahnhof Walthersdorf (Erzgeb) wurde in einen Museumsbahnhof verwandelt. Auf der vorbeiführenden Bahnstrecke Annaberg-Buchholz–Schwarzenberg finden keine planmäßigen Fahrten mehr statt. Sie wird jedoch von der Erzgebirgischen Aussichtsbahn für regelmäßige Sonderfahrten genutzt.

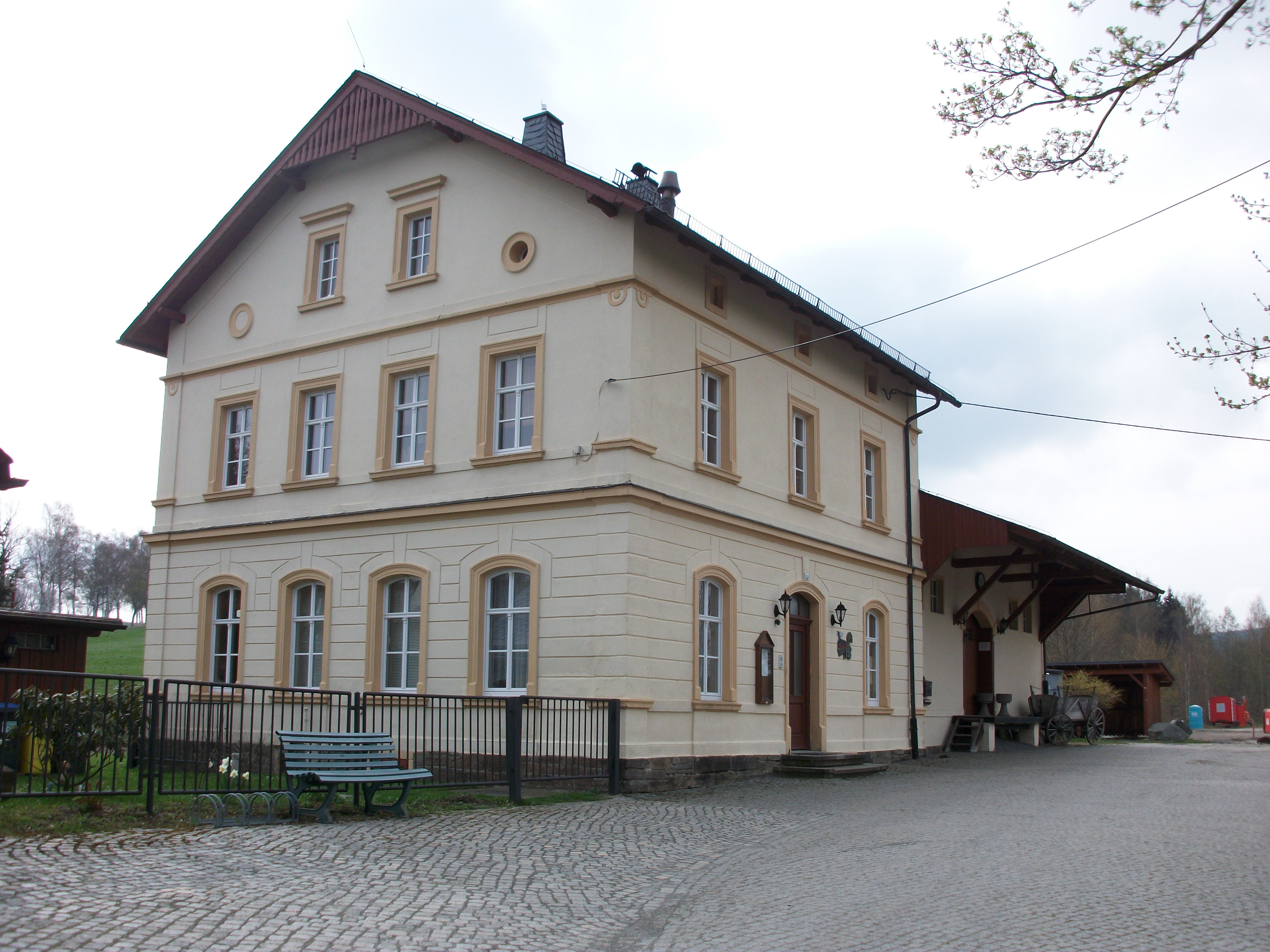
Bahnhof Walthersdorf (Erzgeb), Straßenansicht (2016)
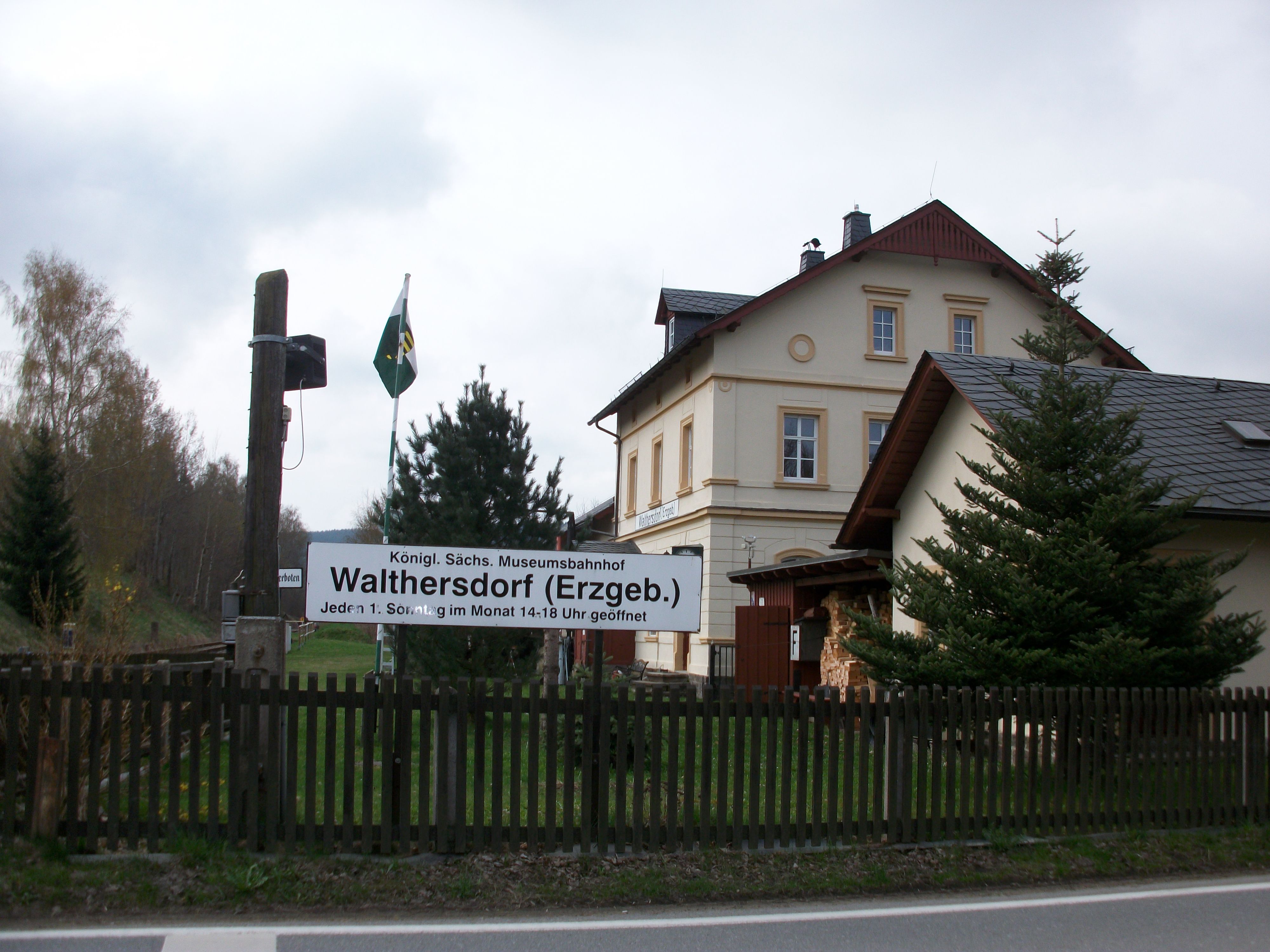
Museumsbahnhof Walthersdorf (Erzgeb) (2016)
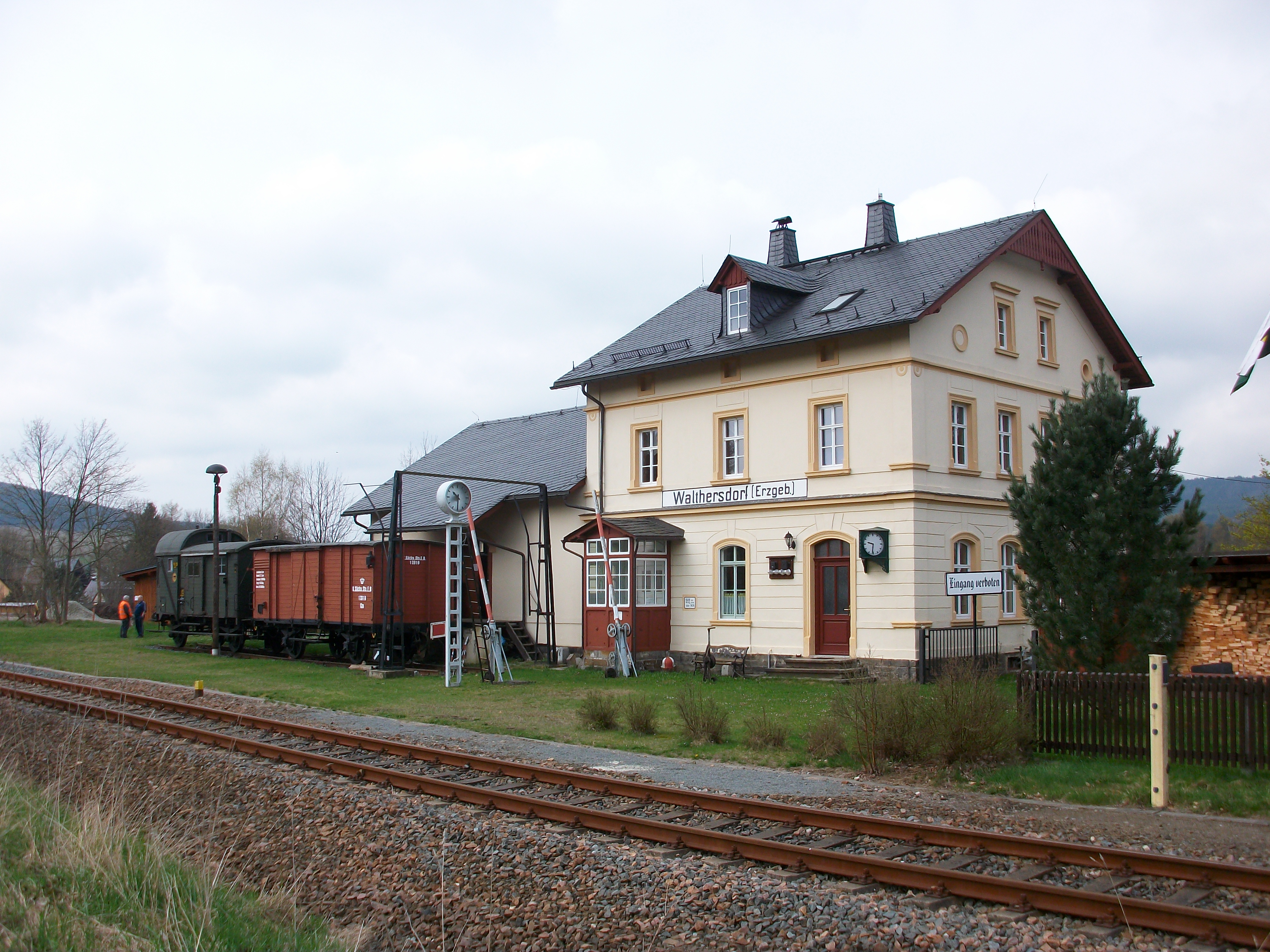
Bahnhof Walthersdorf (Erzgeb), Gleisansicht (2016)
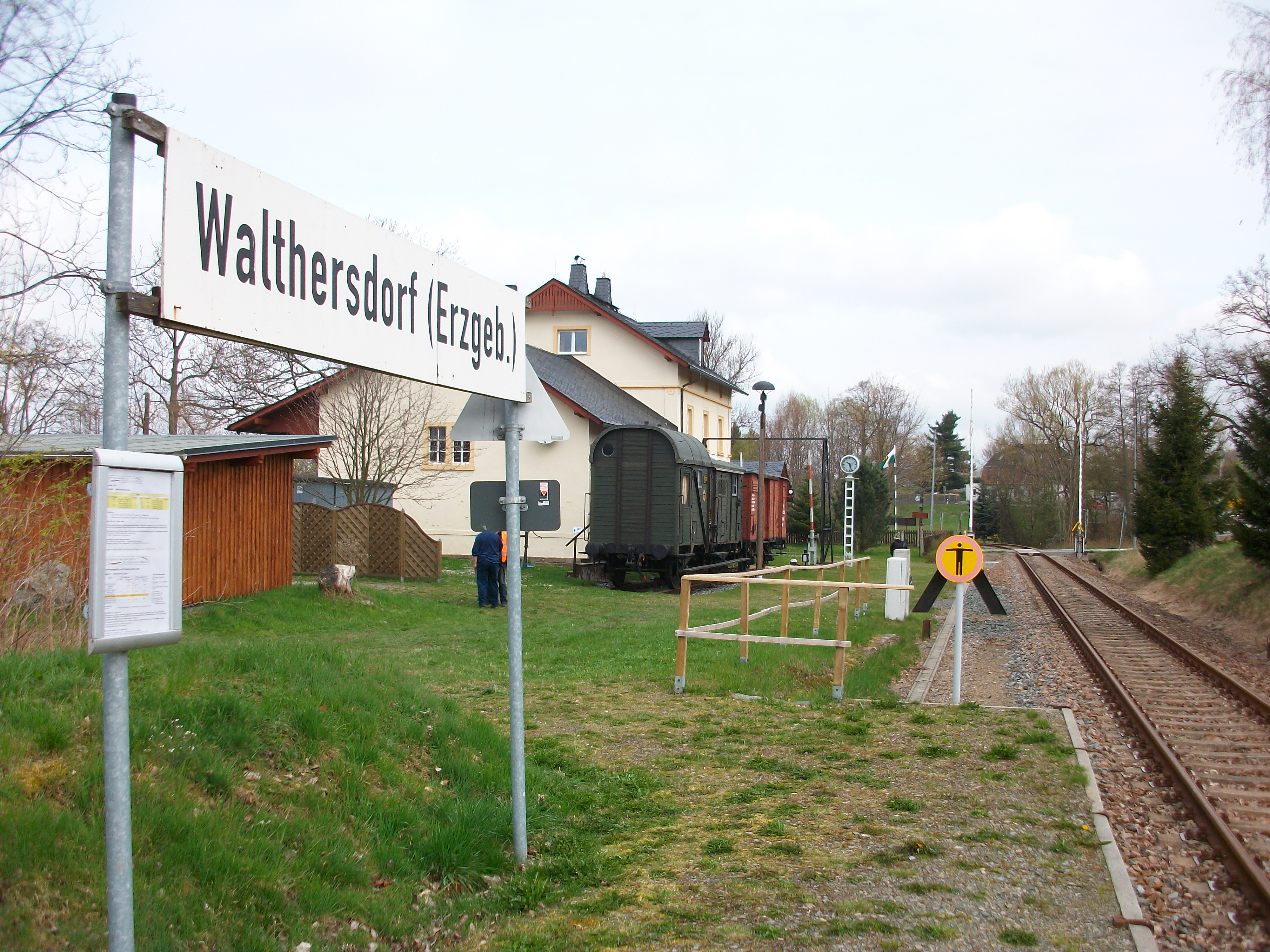
Bahnhof Walthersdorf (Erzgeb), Bahnsteig (2016)
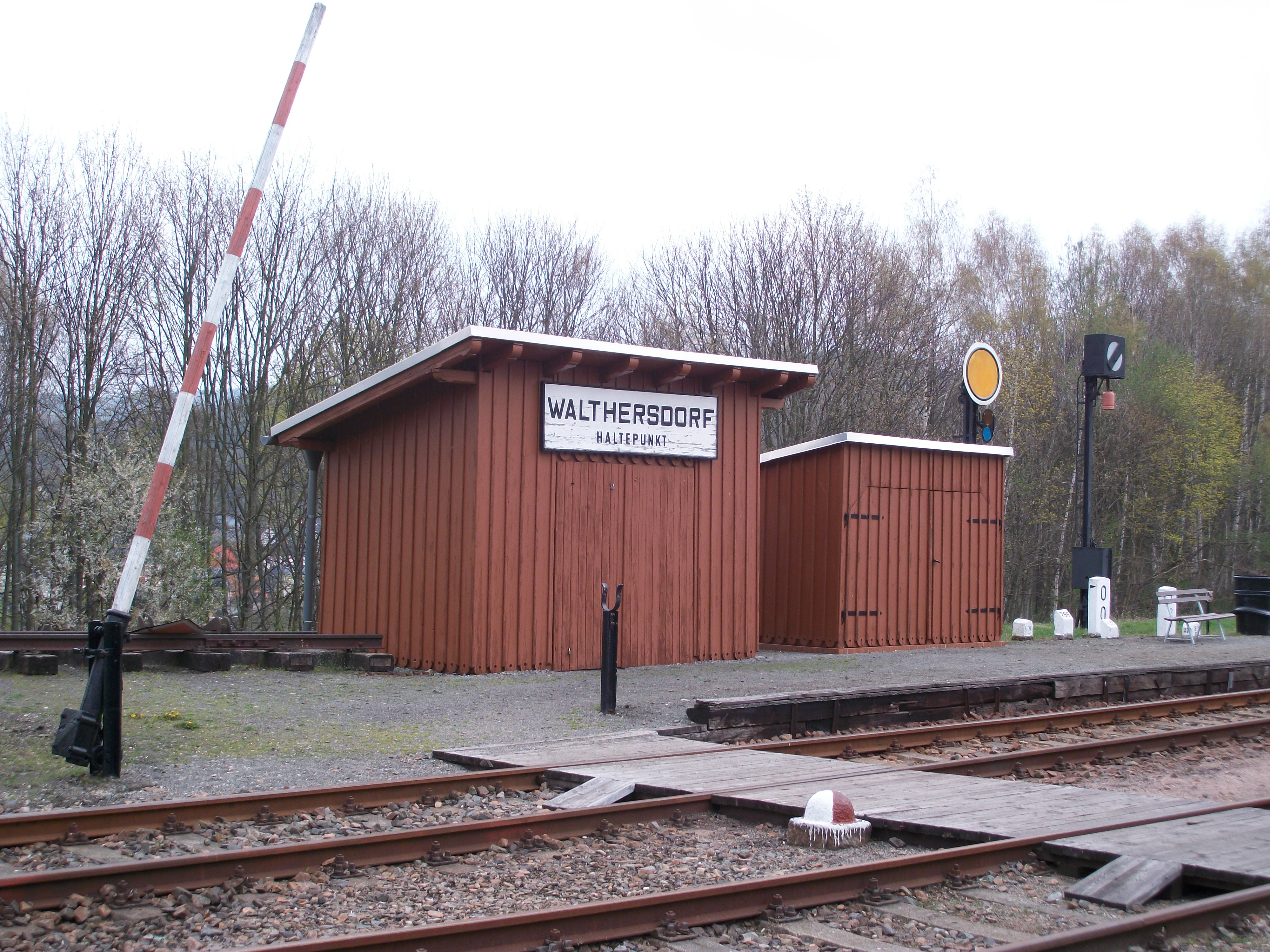
Hp Walthersdorf (Erzgeb), Wartehalle im Eisenbahnmuseum Schwarzenberg (2016)
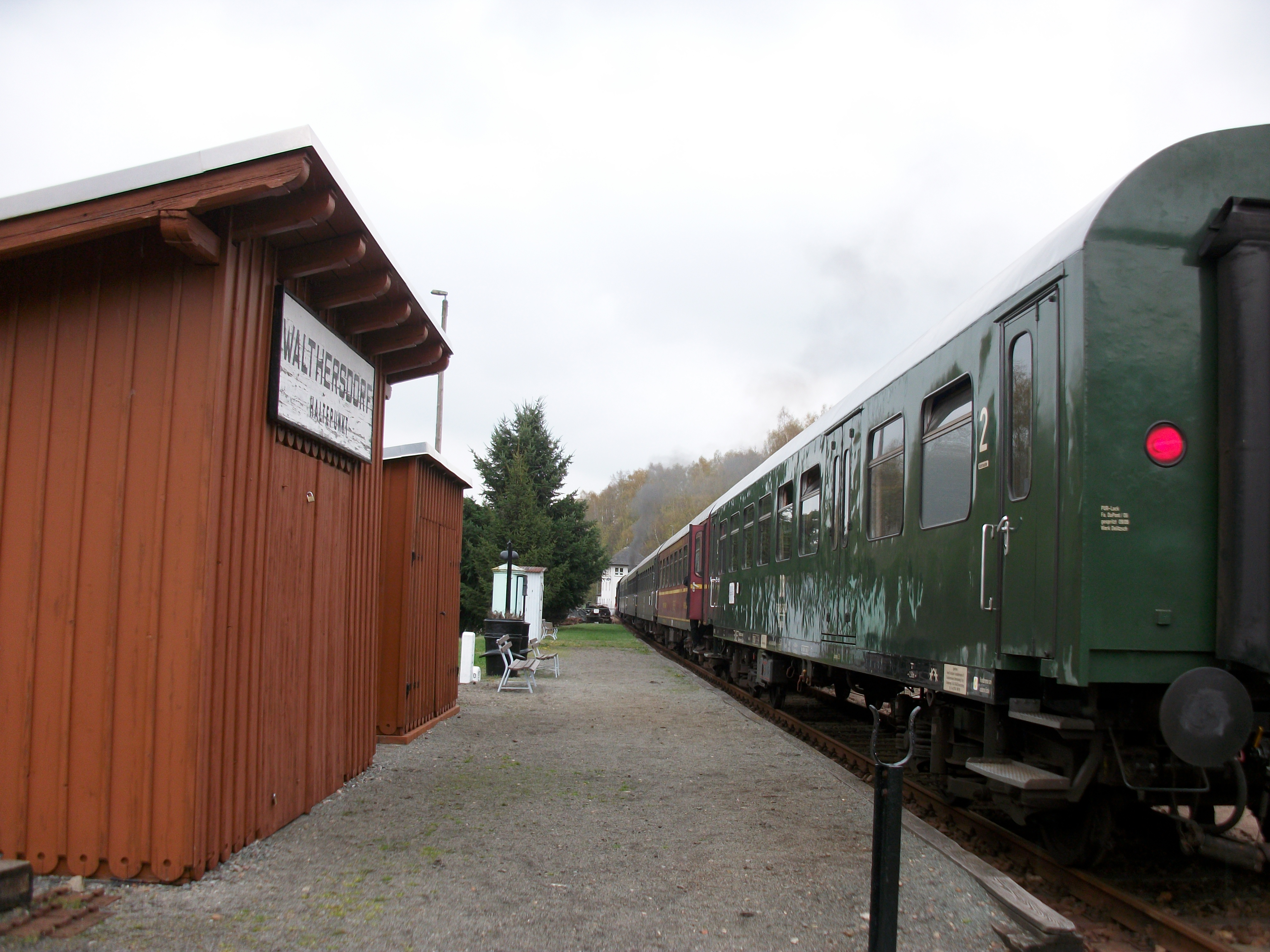
Wartehalle des Hp Walthersdorf mit Sonderzug im Eisenbahnmuseum Schwarzenberg (2016)

## Sehenswürdigkeiten

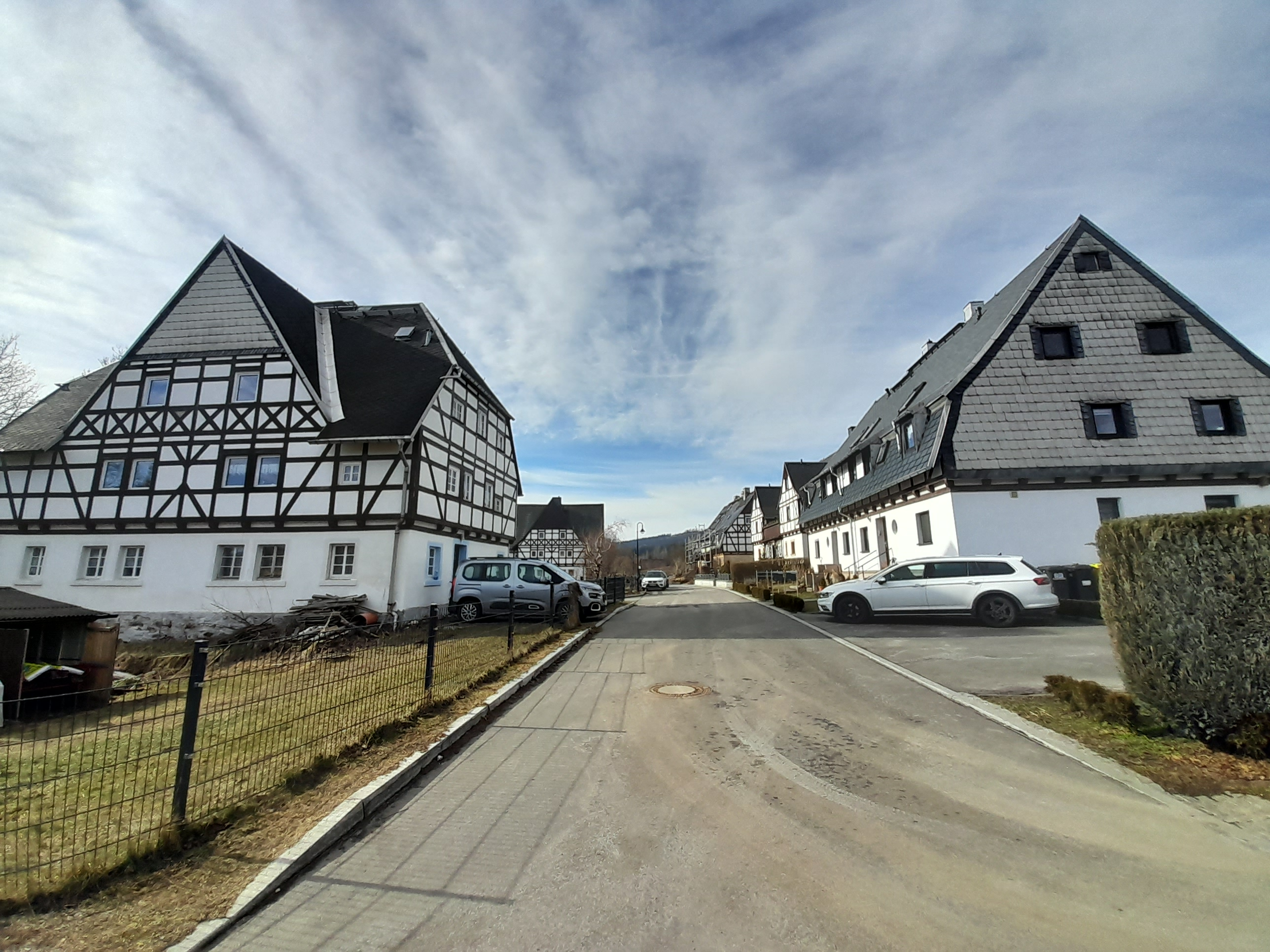
Adler-Kolonie (Walthersdorf)

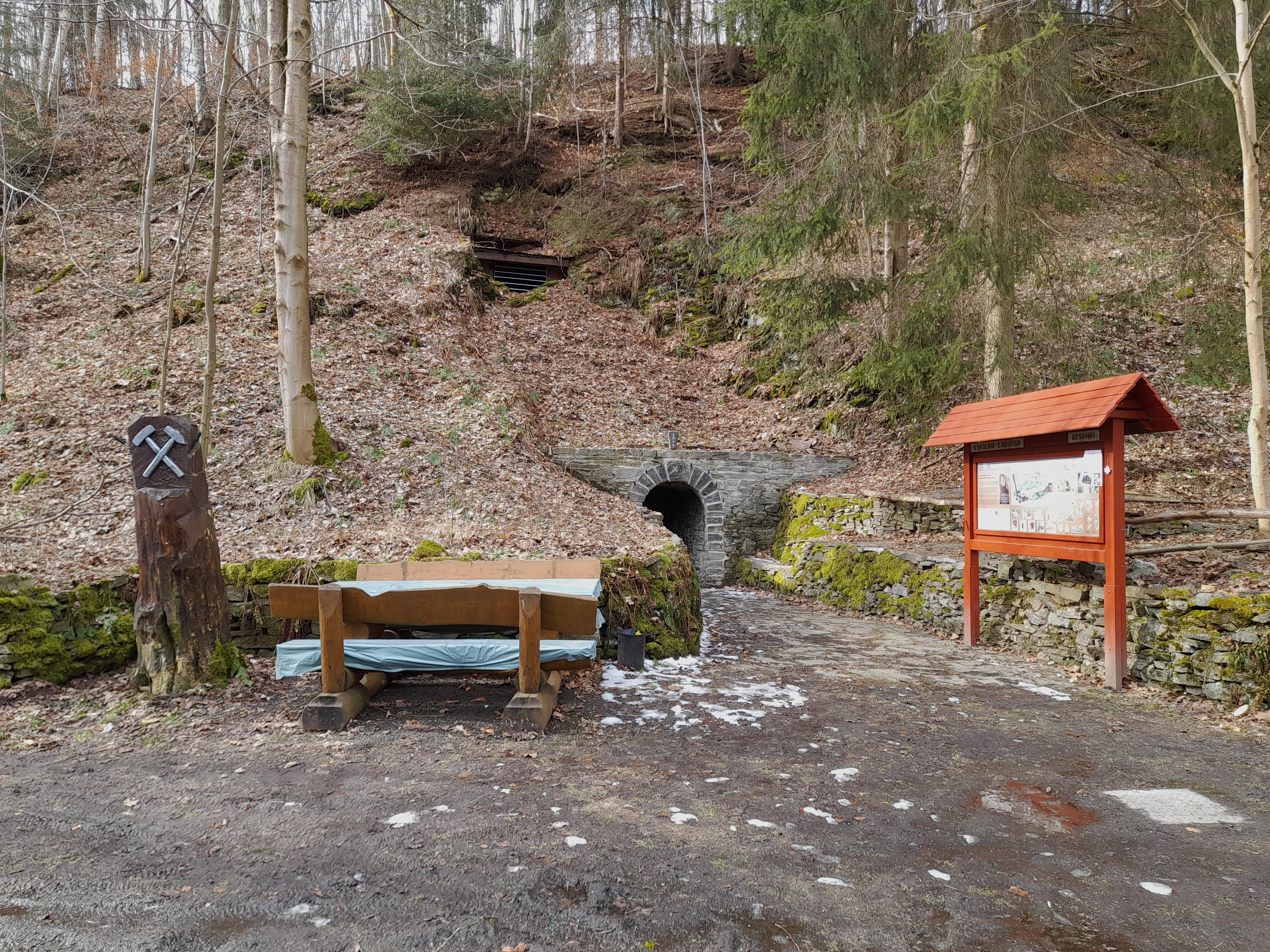
Rast- und Ruheplatz am Silberbergwerk Rosenbuschzeche

- Museumsbahnhof Walthersdorf (Erzgeb)
- Lehrpfad Silberbergwerk "Rosenbuschzeche"[4]
- "Sparrguschenwaag" – Geschichtslehrpfad von Walthersdorf[5]